# Laurențiu Dumănoiu
Laurențiu Dumănoiu (n. 23 iulie 1951, Râmnicu Vâlcea, România – d. 21 octombrie 2014, Sibiu, România) a fost un voleibalist român, care a făcut parte din lotul echipei naționale de volei a României, medaliată cu bronz olimpic la Moscova 1980.
S-a inițiat în jocul de volei la Liceul cu Program de Educație Fizică și Sport din orașul natal, Râmnicu Vâlcea, fiind descoperit și pregătit de profesorul Laurențiu Stilea. S-a transferat la Clubul Dinamo București, cu care a câștigat CN de mai multe ori, precum și CCE. 
A fost component al echipei naționale de peste 70 de ori, aceasta fiind clasată pe locul III la J.O. de la Moscova, locul III la C.E. din 1971 din Italia și la cel din 1977 din Finlanda, iar în 1972, locul V la J.O. din Germania.

## Distincții
- Ordinul „Meritul Sportiv” clasa a III-a (15 aprilie 1981) „pentru rezultatele deosebite obținute la Jocurile olimpice de vară de la Moscova — 1980, precum și pentru contribuția adusă la dezvoltarea activității sportive și la creșterea prestigiului sportului românesc pe plan internațional”[3]
- În 31 mai 2012, la Consiliului Local, primarul municipiului Râmnicu Vâlcea, Romeo Rădulescu a avut onoarea să înmâneze diploma de Cetățean de Onoare lui Laurențiu Dumănoiu și lui Laurențiu Stilea, doi oameni importanți ai sportului vâlcean și românesc.[4]